# 波索奥恩多
波索奥恩多，是西班牙卡斯蒂利亚-拉曼恰自治区阿尔瓦塞特省的一个市镇。总面积137km²，总人口1838人（2001年），人口密度13人/km²。